# La Nave
La Nave es una localidad dependiente del Ayuntamiento de Miranda de Ebro, en la provincia de Burgos (Castilla y León, España). En otros tiempos tomó el nombre de Nave de Albura. La Nave está ubicada en el margen derecho del río Ebro, a unos 2 km al noroeste de Miranda de Ebro y separada de ésta por el río Oroncillo. Al oeste de la localidad se encuentra la Autopista AP-1. Según los datos del INE (2008), la localidad contaba con 26 habitantes.

## Historia

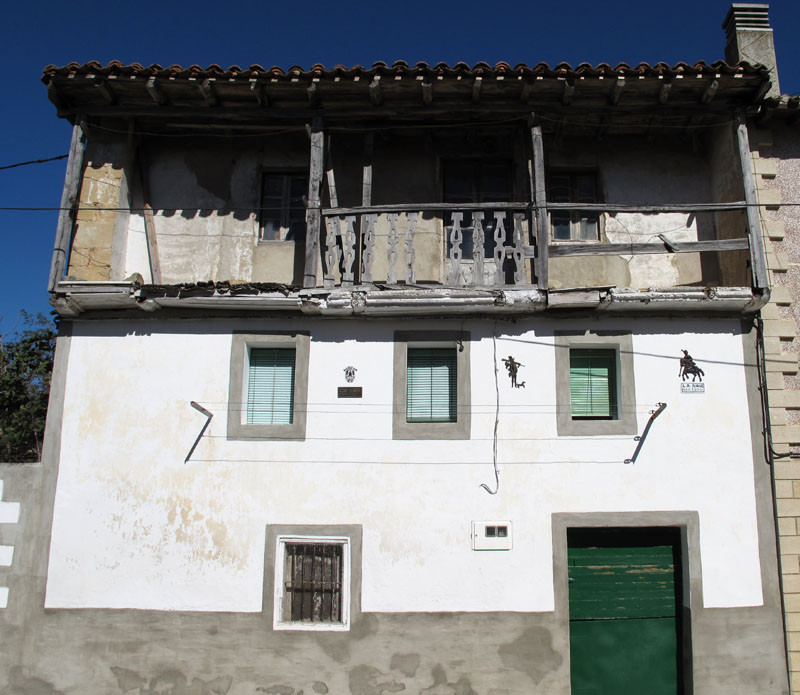
Casa de La Nave parcialmente restaurada y que todavía conserva restos de uno de los típicos balcones de madera de las casas antiguas de la zona norte de España.

En el pasado La Nave tuvo otro nombre, se llamaba Nave de Albura. Tras la profunda decadencia de Miranda de Ebro durante el siglo VIII provocada por la invasión musulmana, Nave de Albura fue motivo de poblamiento. Tal fue su importancia que en 1012, el conde castellano Sancho García, le concedió fueros. En dicho documento se eximía de la pena de homicidio a sus moradores por el que se cometiese en las naves ancladas en su puerto, y es que desde Nave de Albura se extendía un gran acúmulo de agua hasta las Conchas de Haro llamado Laguna de Bilibio, que hacía el río Ebro navegable.
Tras la repoblación de Miranda de Ebro en el siglo XI, Nave de Albura entró en decadencia hasta nuestros días reduciéndose a una pequeña granja dependiente de la capital el municipio.
En el Censo de Floridablanca de 1787 se denominaba a la localidad La Nave y la cataloga de barrio de Miranda, con Jurisdicción de Realengo, en el partido de Miranda de Ebro de 1787 en la Intendencia de Burgos.
Al final del Antiguo Régimen tras la constitución los ayuntamientos figura en el municipio de Miranda de Ebro, en Castilla la Vieja, partido de Miranda de Ebro de 1843.

## Patrimonio

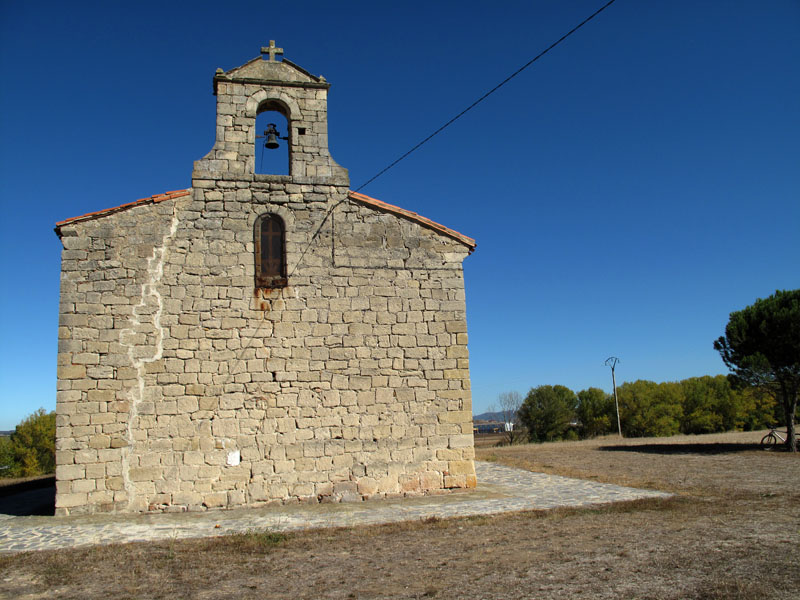
Ermita de San Antón de la localidad de La Nave

Ermita de San Antón, románico de transición (siglo XIII) continuada en gótico primitivo (siglo XIV) y concluida en estilo barroco (siglo XVIII). Edificio de una sola nave realizada y ábside cuadrado con sendos contrafuertes que enmarcan la portada, sosteniendo un tejadillo para resguardar la entrada.
La portada presenta un arco apuntado de dovelas muy regulares. El ábside es de cabecera cuadrada de menor altura y anchura que el resto de la nave, dos vanos con arcos de medio punto de extradós decorado con puntas de diamante y arquivolta lisa, sobre dos columnas. El hastial presenta una espadaña en la que se abre un vano de medio punto. La nave se divide en tres tramos por medio de dos arcos fajones y se cubre con bóvedas de aristas.